# Michael Benedicks (matematiker)
Carl Olof Michael Benedicks, född 23 april 1949, är en svensk matematiker.
Benedicks disputerade 1980 vid Kungliga Tekniska högskolan (KTH), med Harold Shapiro som handledare. 1991 blev han professor i matematik vid KTH. Hans mest kända forskningsområde är dynamiska system, där han bland annat forskat om Henon-avbildningar tillsammans med Lennart Carleson.
Benedicks invaldes 2007 som ledamot av Kungliga Vetenskapsakademien.